# ABBA: The Lovers Whose Music Conquered the World
ABBA: The Lovers Whose Music Conquered the World é um livro lançado pela editora Magnum Books escrito por Harry Edgington e Peter Himmelstrand que conta o início da história do grupo pop sueco ABBA. Foi publicado inicialmente em fevereiro de 1977 no Reino Unido e na Austrália e mais tarde, com respectivas edições em outros países.

## Sinopse
Quando começou? Quando Björn ouviu Anna, de dezessete anos, cantando no rádio? Ou quando ele conheceu o companheiro Benny e passaram noites escrevendo músicas em um bloco de escritório vazio? Quando Anni-Frid decidiu deixar seus dois filhos e marido para dedicar sua vida à música? Ou quando dois jovens compositores se apaixonaram por duas lindas cantoras?
Desde que venceram o Festival Eurovisão da Canção, o ABBA passou a conquistar o mundo. Atrás de seu sucesso fenomenal há uma fascinante história de talento, sorte - e amor.

## Outras edições
Em 1978, foi lançado na Holanda com o título ABBA: Made In Sweden; sob o mesmo título, foi lançada a versão japonesa, também em 1978; nos Estados Unidos o livro foi lançado em forma de revista em 1979 com o título ABBA: Fabulous Lives, Loves, and Triumphs of the International Super-Group.

### Segunda edição
Em 3 de agosto de 1978, uma nova edição do livro foi lançada pela mesma editora com uma nova capa.

## Recepção
No site Amazon, o livro alcançou a máxima aprovação, conseguindo 5 de 5 estrelas, além de também ser comentado que é o livro "uma leitura obrigatória para todos os fãs do ABBA".